# عنکبوت‌های کیسه‌باف
عنکبوت‌های کیسه‌باف (نام علمی: Clubionidae) نام یک تیره از infraorder تارتنک‌ریختان است.